# Georges Colleuil
 (décembre 2022).
Si vous disposez d'ouvrages ou d'articles de référence ou si vous connaissez des sites web de qualité traitant du thème abordé ici, merci de compléter l'article en donnant les références utiles à sa vérifiabilité et en les liant à la section « Notes et références ».
Georges Colleuil est un écrivain français né à Nice le 6 novembre 1950.

## Biographie
À la fin des années 1960, il fait du théâtre dans la compagnie Gisèle Tavet à Saint Jeannet. Il y rencontre Jacques Prévert. Il a dix neuf ans et interprète le premier rôle dans une création mondiale de la pièce de Prévert « Guignol», au côté du comédien Roger Cornillac, père de Clovis. L’année d’après, Jacques et Pierre Prévert l’encouragent à faire du cinéma et le présentent à Louis Daquin alors directeur de l’IDHEC.
En 1971, il écrit et réalise son premier court-métrage N’aime que moi, interprété par Évelyne Leclercq et le mime Franko (Aujourd'hui, Franko le Clown). Il écrit une centaine de chansons, dont certaines mises en musique par Gérard Pontieux , et Raymond Bernard.
Après des études de psychologie et de philosophie à l’université de Nice Sophia Antipolis il se passionne pour la linguistique et obtient une licence es sciences du langage. Il souhaite faire son mémoire de maîtrise sur le langage des dauphins mais son directeur de recherche refuse son sujet et l’envoie dans l’arrière pays niçois, à Piene Haute, recueillir les dernières paroles d’un dialecte en voie de disparition.
Dans les années 1980, il s’engage aux côtés du Mouvement contre le racisme et pour l'amitié entre les peuples (MRAP) et participe de manière active à l’organisation de la fête du trentième anniversaire du MRAP. Il fait aussi de l’alphabétisation en banlieue parisienne avec l’association S.F.M. (Solidarité Français Migrants).
Linguiste, licencié ès sciences du langage de l'université de Nice Sophia Antipolis, de 1981 à 1994 il a enseigné les lettres et la philosophie à Nice à l’École Fax puis à Cannes au cours Guy Furet et au cours cannois.
Il a ensuite exercé pendant une quinzaine d’années les professions de psychothérapeute et de formateur en communication et écrit de nombreux ouvrages sur la fonction thérapeutique des symboles.
Il donne aussi des cours de culture générale et de communication dans une école de formation aux professions de journaliste et d’attaché de presse – ISEF. Au cours de cette période, en 1988, il crée l'Association « Hommes de Paroles » regroupant des conférenciers et thérapeutes engagés dans l'aide aux enfants en souffrance. C’est dans ce cadre qu’il crée le « Carnaval des enfants hospitalisés ». Il a également organisé de grandes manifestations autour de la place de l'enfant handicapé mental dans la cité. En 1988 et 1989 il crée le "Festival du cinéma et du sacré" au cours duquel seront présentés plus de vingt films dont 
- La Déesse de Satyajit Ray ;
- Les Ailes du désir de Wim Wenders ;
- La rose de Paracelse de Thierry Bourcy ;
- L'homme après l'homme de David Montemurri ;
- Mamma Roma de Pasolini ;
- Le Festin de Babette de Gabriel Axel ;
- etc.

Entre 1983 et 1985, il crée « Le Référentiel de Naissance » méthode de connaissance de soi et de croissance personnelle par le décodage des symboles qui émaillent nos existences singulières. Il fait de nombreuses conférences sur ce sujet.
Au cours de cette période il développe de nouvelles activités de formations in situ : 
- Tarot de Marrakech à Marrakech ;
- Philosophie et mythologie grecques en Grèce ;
- Mythe de Dracula en Roumanie ;
- etc.

De 1994 à 2006, il s’installe à Nice comme psychothérapeute d’inspiration analytique.
En 1997, il crée la Maison d’édition de la Reyne de Coupe et publie entre autres Jacqueline Kelen, Jean-Louis Victor et le calligraphe Lalou. À la même époque il lance la revue Expériences, la revue de la spiritualité au quotidien.
En 2009, il intervient chaque semaine sur les ondes de Sud Radio dans l’émission « Victoria Magazine », animée par Victoria Valhner, en tant que consultant sur les rêves. L’émission a lieu en direct tous les jeudis à 13 h 45.
En 2014 :

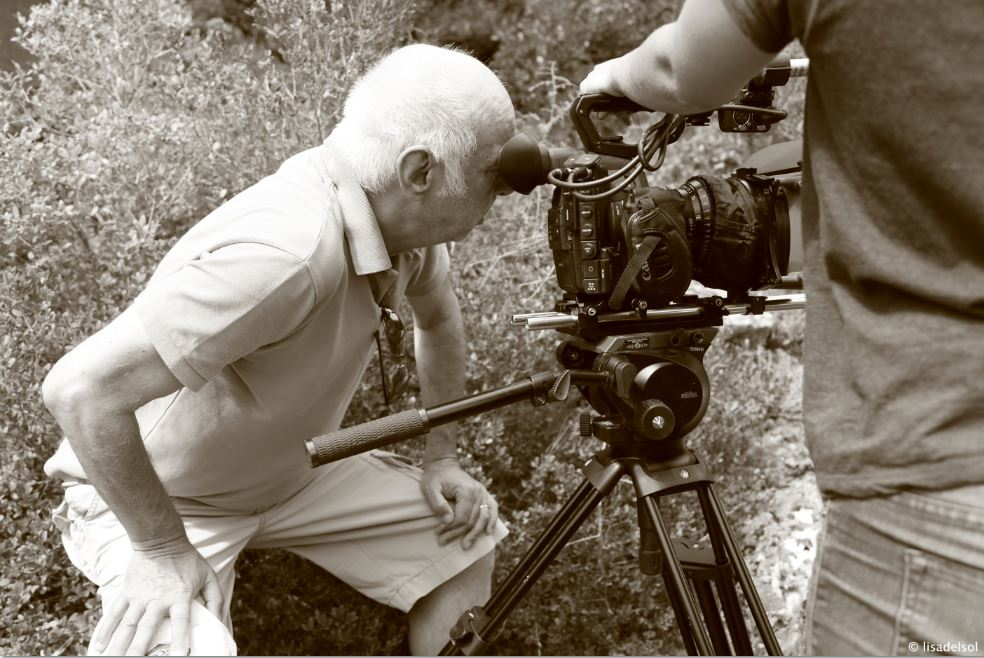
Sur le tournage de Mélanie La Blanche

- Il réalise un court métrage Mélanie la Blanche (Nice-Matin et le Dauphiné libéré[13],[14])

- Il se lance dans l'écriture et la production de plusieurs projets cinématographiques.
- Il publie son premier livre en langue espagnole, Guía práctica de EL REFERENCIAL DE NACIMIENTO aux éditions Icaria (Barcelone)[15]
- Il crée l'Ecole Internationale du Référentiel de Naissance avec Kim Ribout.

En 2018 il réalise un nouveau court-métrage La vengeance d'Ariane, inspiré de mythologie grecque. Depuis 2022 certains de ses textes sont mis en musique et interprétés par la guitariste Sarah Masyel, pour laquelle il écrit également d'autres chansons. 

## Pensée
La conviction de Georges Colleuil est qu’aucun domaine de la connaissance, même le plus pointu, ne devrait rester inaccessible sous prétexte qu’il serait réservé à des initiés. La vulgarisation de la connaissance est un défi majeur pour créer des esprits libres.

« À la suite d’un vécu négatif de leur scolarité ou de leurs études, beaucoup de personnes pensent qu’elles ne sont pas aptes à étudier. En effet l’apprentissage devient douloureux lorsque l’on ne parvient pas à établir un lien entre ce que l’on étudie et sa propre vie. On développe alors la vision d’un savoir extérieur à soi même, comme un « avoir » à acquérir plutôt qu’un « bien » à développer. »

— Georges Colleuil
En classe de terminale il se passionne pour la biologie. Un jour il demande à son professeur de sciences si les découvertes récentes de la génétique remettent en question la liberté de l’homme. Son professeur lui répond que « cette question n’est pas scientifique mais philosophique et que les deux domaines sont séparés. » Plus tard, lorsqu’il sera professeur de philosophie, il se battra pour inviter les professeurs de mathématique ou de physique dans sa classe et essayera, en retour, de se faire inviter dans des cours de sciences.
Dès la trentaine, il milite pour sortir du sectarisme d’un savoir consensuel et refermé sur lui-même. Il multiplie les actions de formation et d’édition autour de thèmes liés à la notion de symboles et d’archétypes. Il développe la pensée que le symbole a une fonction unificatrice, et l’archétype, en nous faisant réfléchir à un fond commun d’humanité, ouvre la porte à un nouvel humanisme.

### Poèmes
- Tarot de cristal
- Massage-cristal
- L’Hermite
- Poème pour Tempérance
- Le Pendu
- Apis melifica
- Famille ! Je vous ai…
- Retrouvailles